# Мухаммед Алі Гайтам
Мухаммед Алі Гайтам (араб. محمد علي هيثم; 1935 — 10 липня 1993) — єменський державний і політичний діяч, другий прем'єр-міністр Південного Ємену.